# Dynasty Warriors 4
 (septembre 2018).
Si vous disposez d'ouvrages ou d'articles de référence ou si vous connaissez des sites web de qualité traitant du thème abordé ici, merci de compléter l'article en donnant les références utiles à sa vérifiabilité et en les liant à la section « Notes et références ».
Dynasty Warriors 4, connu au Japon sous le titre Shin Sangokumusou 3 (真・三國無双3, Shin Sangokumusō 3), est un jeu vidéo de type hack 'n' slash développé par Koei et sorti en 2003 sur PlayStation 2 et Xbox.

## Trame

### Synopsis
Le scénario est inspiré d'un roman historique chinois, l'Histoire des Trois Royaumes, qui se déroule entre 184 et 280 apr. J.-C. Le royaume des Wei, le royaume des Shu et le royaume de Wu s'affrontent pour la domination de la Chine. Chaque niveau reconstitue une des nombreuses batailles de l'époque des Trois royaumes de Chine.
La totalité des personnages que le joueur peut contrôler sont véridiques. Leur histoire est parfois détournée (certains personnages féminins qui se battent dans le jeu vidéo n'ont en fait jamais mis le pied sur un champ de bataille dans la réalité), mais leur existence avérée.
De plus, chaque bataille est également véridique et reprend en grande partie ce qui s'est réellement déroulé (ou au moins ce que le roman raconte).

### Personnages
Wei :
- Xiahou Dun
- Dian Wei
- Xu Zhu
- Cao Cao
- Xiahou Yuan
- Zhang Liao
- Sima Yi
- Xu Huang
- Zhang He
- Zhen Ji
- Cao Ren (nouveau personnage)

Shu :
- Zhao Yun
- Guan Yu
- Zhang Fei
- Zhuge Liang
- Liu Bei
- Ma Chao
- Huang Zhong
- Jiang Wei
- Wei Yan
- Pang Tong
- Yueying (nouveau personnage)

Wu :
- Zhou Yu
- Lu Xun
- Taishi Ci
- Sun Shangxiang
- Sun Jian
- Sun Quan
- Lu Meng
- Gan Ning
- Huang Gai
- Sun Ce

- Da Qiao
- Xiao Qiao
- Zhou Tai (nouveau personnage)

Autres :
- Diaochan
- Lu Bu
- Dong Zhuo
- Yuan Shao
- Zhang Jiao
- Meng Huo
- Zhurong

En tout, il existe plus de 45 personnages, dont certains sont à débloquer en accomplissant des actions particulières.

## Système de jeu

### Généralités
Dans des graphismes en 3D, le joueur voit son personnage en vue à la troisième personne. Il doit survivre et remplir des conditions particulières, généralement tuer le général ennemi. Le scénario se termine au bout d'une dizaine de batailles mais le joueur peut recommencer en choisissant un autre personnage, le joueur peut alors parcourir d'autres niveaux ou encore se retrouver dans l'équipe qu'il combattait précédemment.

### Modes de jeu
- Mode Musou : c'est le mode de jeu le plus important. Le joueur choisit son camp (au départ il y a les Wei, Wu, Shu), et un des personnages composant ce camp. Puis, son objectif est de mener à la victoire son armée, tout en faisant bien attention à ce que son chef ne soit pas défait. Au travers d'une série de batailles, il est à la base de tout un scénario permettant à son camp de dominer la Chine.

Au départ, il existe trois camps disponibles, mais, en remplissant certaines conditions, d'autres deviennent disponibles, comme celui de Lu Bu, Yuan Shao et bien d'autres encore.
1 ou 2 joueurs peuvent y participer.
- Mode libre : une fois une bataille effectuée en mode Musou, celle-ci devient disponible dans le mode libre. Le joueur peut donc la refaire autant de fois qu'il le désire sans avoir à repasser par tout le cheminement nécessaire pour y arriver dans le mode Musou.

1 ou 2 joueurs peuvent y participer.
- Mode défi : dans ce mode de jeu, comme son nom l'indique, plusieurs défis sont disponibles afin de tester les capacités du joueur. Il doit ainsi tuer un certain nombre d'ennemis en le moins de temps possible, ou encore tout simplement survivre...

1 seul joueur peut y participer.
- Mode versus : ce mode vous permet d'affronter votre ami dans des scénarios originaux...

- Mode édition : créez votre propre personnage pour le faire combattre dans les autres modes.

## Versions
- Dynasty Warriors 4 Xtreme Legends - 2003 - PlayStation 2, Xbox
- Dynasty Warriors 4: Empires - 2004 - PlayStation 2
- Dynasty Warriors 4 Hyper - 2005 - Windows

## Accueil
- Jeuxvideo.com : 16/20[2] - 12/20 (Hyper)[3]